# Pueblo Mayo (Sonora)
Pueblo Mayo es una localidad mexicana situada en el estado de Sonora, dentro del municipio de Navojoa.

## Geografía
La localidad de Pueblo Mayo se ubica en el noroeste del municipio de Navojoa, en el suroeste de Sonora. Dista 17.4 km de la cabecera municipal, Navojoa.
Se encuentra a una altura media de 67 m s. n. m. y abarca un área aproximada de 1.27 km².

## Demografía
De acuerdo con el censo realizado en 2020 por el Instituto Nacional de Estadística y Geografía (INEGI), en Pueblo Mayo había un total de 2668 habitantes, de los que 1338 eran mujeres y 1330 eran hombres.
| Religiones (censo de 2020) | Religiones (censo de 2020) | Religiones (censo de 2020) | Religiones (censo de 2020) | Religiones (censo de 2020) |
| -------------------------- | -------------------------- | -------------------------- | -------------------------- | -------------------------- |
| Religión                   | Religión                   |                            | Porcentaje                 | Porcentaje                 |
|                            |                            |                            |                            |                            |
| Católicos                  | Católicos                  |                            | 66.0% %                    | 66.0% %                    |
| Protestantes               | Protestantes               |                            | 14.1 %                     | 14.1 %                     |
| Sin religión               | Sin religión               |                            | 19.9 %                     | 19.9 %                     |

### Vivienda
En el censo de 2020 había un total de 1164 viviendas en Pueblo Mayo, de las que 787 estaban habitadas. De dichas viviendas habitadas: 772 tenían piso de material diferente de tierra; 765 disponían de energía eléctrica; 589 disponían de inodoro y/o sanitario; y 621 disponían de drenaje.
La cantidad promedio de ocupantes por vivienda es de 3.39; mientras que el promedio de ocupantes por habitación es de 1.17 personas.

### Evolución demográfica
En el censo de 2010 había un total de 2568 habitantes, lo que indica un crecimiento anual del 0.39 % respecto a 2020.